# Ярмоленко, Александр Викторович
Алекса́ндр Ви́кторович Ярмо́ленко (1905—1944) — советский ботаник — флорист и палеоботаник.

## Биография
Родился в Вятке (ныне — Киров) 3 (16) января 1905 года в семье Виктора Ильича Ярмоленко, землемера при строительстве Дальневосточной железной дороги. Отец в 1917 году считался пропавшим без вести на фронте, в действительности эмигрировал в Париж, оттуда — в Сан-Паулу. Мать — Августа Александровна Дерново-Ярмоленко, психоневролог, ученица В. М. Бехтерева, профессор, гласный Государственной думы от Екатеринослава (ныне — Днепр).
Детство прошло в Екатеринославе. Учился в Первом реальном училище, затем — на сельскохозяйственных курсах при Екатеринославском горном училище (ныне — Национальный горный университет). В 1922 году А. В. Ярмоленко поступил в Высший институт народного образования (основанном при непосредственном участии матери, ныне — Днепропетровский национальный университет), с 1923 года — на естественном отделении Петроградского университета. Университет, увлекшись полевыми работами, не окончил, отчислившись с третьего курса в 1924 году.
В 1924 году принимал участие в экспедиции Наркомзема под руководством Б. А. Федченко по болотам Ярославской губернии. В 1925 и 1926 годах — в Казахстане с геологической партией Геологического комитета (ныне — Всероссийский научно-исследовательский геологический институт) под руководством Василия Дмитриевича Принады.
С 1926 года — практикант в Музее Главного ботанического сада РСФСР (ныне — Ботанический институт РАН), с 1930 года — временно исполняющий обязанности ассистента, с 1933 года — научный сотрудник. В 1934 году за работы по палеоксилологии Александру Викторовичу была присвоена степень кандидата биологических наук без защиты диссертации. Летом 1938 года Александр Викторович стал старшим научным сотрудником Музея Ботанического сада, в 1941 году получил соответствующее звание.
А. В. Ярмоленко организовал в Музее экспозицию по третичной и мезозойской флоре. В 1926 и 1929 годах с И. В. Палибиным исследовал флору Соловецких островов. В 1927 году — в экспедиции В. С. Доктуровского по изучению болот Ленинградской области.
Занимался изучением вязов, обработал семейство Вязовые для «Флоры СССР», а также в ряде региональных монографий, интересовался берёзовыми, ивовыми, крестоцветными, крапивными, тутовыми. Совершил несколько экспедиций в Среднюю Азию для поисков каучуконосных растений и палеоботанических исследований. В 1935 году опубликовал монографию меловой флоры Кызылжара (Каратау).
С 1938 года А. В. Ярмоленко был женат на Валентине Александровне, в девичестве Липпиан, работавшей в БИНе машинисткой и принимавшей участие в научной деятельности мужа. Двое их детей, сын и дочь, погибли во время блокады Ленинграда. В сентябре 1941 года Александр Викторович ушёл на фронт по собственному желанию, окончил краткосрочные офицерские курсы. В октябре был ранен. После лечения участвовал в боях по прорыву блокады Ленинграда, где был контужен.
Погиб в июле 1944 года в бою под Выборгом.

## Некоторые научные работы
- Ярмоленко, А. В. Ископаемые древесины майкопской свиты юго-восточного Закавказья // Труды Ботанического института АН СССР. — 1941. — Вып. 5. — С. 7—34.
- Ярмоленко, А. В. Опыт построения системы рода Parietaria и родственных ему форм // Труды Ботанического института АН СССР. — 1941. — Вып. 5. — С. 319—330.
- Ярмоленко, А. В. Палеогеографические условия третичного и четвертичного периодов в свете гипотезы о перемещении полюсов // Материалы по истории флоры и растительности СССР. — 1941. — Вып. 1. — С. 375—398.
- Ярмоленко, А. В. Новый род из семейства ивовых — Salicaceae // Ботанические материалы. — 1949. — Вып. 1. — С. 67—73.
- Шапоренко, К. К., Ярмоленко, А. В., Байковская, Т. Н., Грубов, В. И., Ильинская, И. А. Олигоценовая флора горы Ашутас // Труды Ботанического института АН СССР. Серия VIII. «Палеоботаника». — 1955. — С. 1—180.

## Виды, названные в честь А. В. Ярмоленко
- Astragalus jarmolenkoi Gontsch., 1938
- Betula jarmolenkoana Golosk., 1956
- Colutea jarmolenkoi Shap., 1945
- Eremolimon jarmolenkoi Lincz., 1985
- Lepidium jarmolenkoi R.M.Vinogr., 1974